# 교수

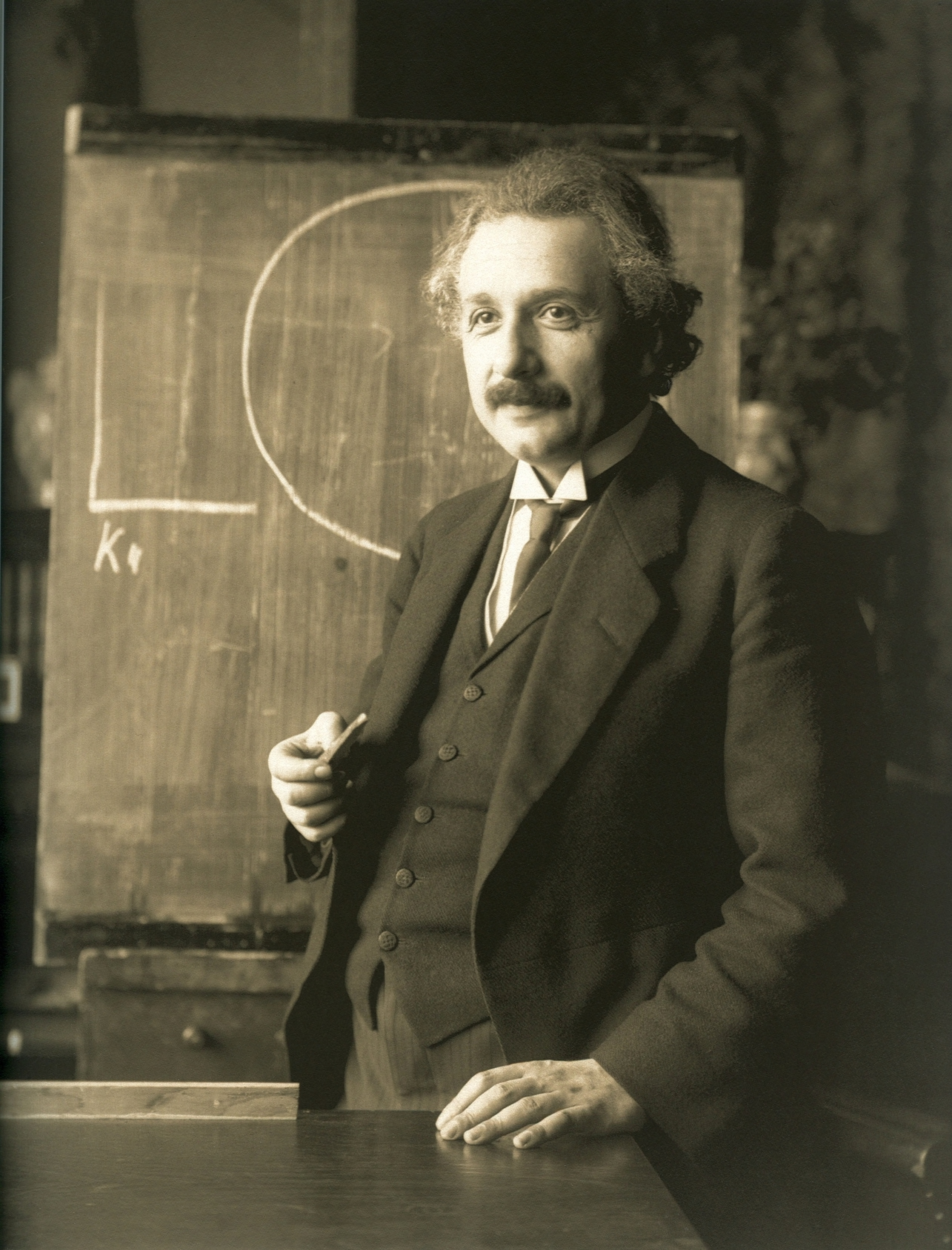
알베르트 아인슈타인

교수(敎授, 영어: Professor)는 고등교육기관인 대학이나 대학원 등에서 강의하고 학문을 연구하는 사람을 일컫는다.
초등학교ㆍ중학교ㆍ고등학교의 교사는 고등학교까지의 학생을 가르치고 학교의 행정 업무를 전문으로 하지만, 교수는 대학교에서 교사처럼 학생을 가르치고 행정 업무를 하는 건 공통점이지만 차이점이면서 주된 업무는 바로 학문을 연구하고 새로운 이론과 주장을 가지고 논문을 쓰는 것이다. 교수는 학자로서 학문의 발전을 위해 힘써야 하며, 사회가 올바른 방향으로 나아가도록 끊임없이 발전적인 의견을 제시해야 하는 소명을 지닌다. 문자적으로 교수라는 단어는 예술이나 과학에서 주로 전문가로, 또 최고의 위치에 있는 선생이라고 공언하는 사람이라는 의미의 라틴어 단어에서 파생되었다.

## 직책
교수직은 교수라는 직위를 가지고 세분화된 직책과 직급으로 나뉜다. 이것은 세계 각 나라마다 조금씩 다르다. 

### 대한민국
대한민국의 경우 보통 아래와 같이 나뉜다.
- 정교수(正敎授; 일반적으로 "정"을 생략하기도 한다)[5]
- 부교수(副敎授[6])
- 조교수(助敎授[7]): 대학교에 처음 전임교수로 채용된 교수.

- 연구교수(硏究敎授): 강의는 제외하고 연구만 전문으로 하는 교원.

- 강사(講師): 정규직인 전임 강사와는 달리 비정규직으로 일하는 전문 강사.
- 임상강사(臨床講師): 임상 강사는 한국에서 주로 의학 대학 분야에 채용되어 있지만 외국의 경우 일반 분야에 채용되기도 한다. 예를 들어, 인디애나 주립대학교 환경·공공정책 대학원 (SPEA: School of Public & Environmental Affairs)의 Leslie Lenkowsky 교수의 직위는 Clinical Professor이다.
- 겸임교수(兼任敎授)[8]
- 객원교수(客員敎授; 또는 초빙 교수 招聘敎授)[9][10]

- 석좌교수(碩座敎授)[11][12]: 기업 이나 개인이 기부한 기금으로 연구활동을 하도록 대학에서 지정된 교수나 탁월한 연구업적 또는 사회활동을 통해 국내 및 국제적으로 명성이 있는 사람을 선임하여 특별재원으로 임용한 교수를 말한다.

- 명예교수(名譽敎授): 현직에서 은퇴하고 재직했던 대학교에서 예우를 표하는 교수이다. 주로 타이틀만 소지하는 것이외에 다른 권리는 없다.[13]

### 미국

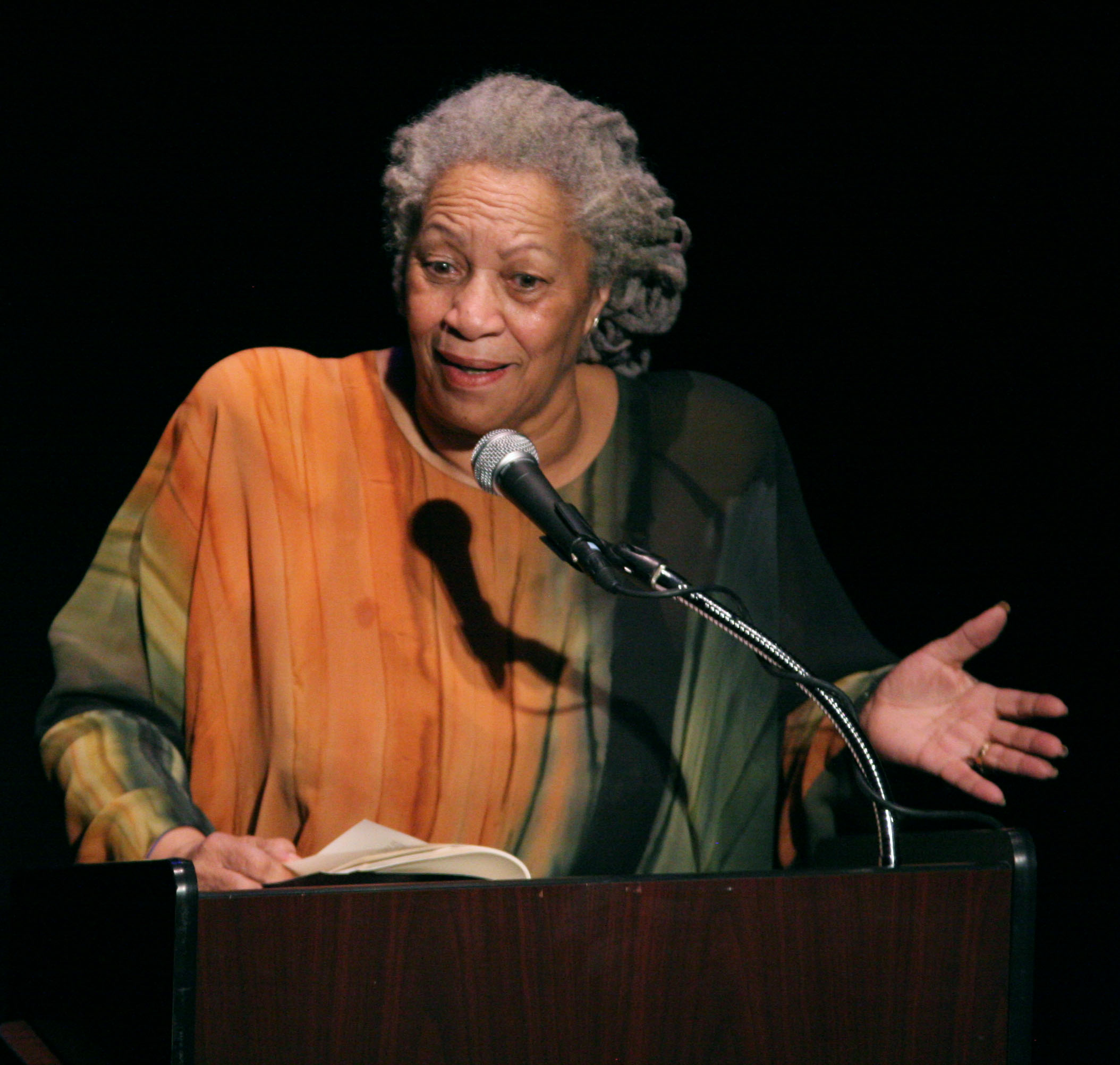
토니 모리슨 프린스턴 대학교 명예 교수

미국의 대학교는 보통 아래와 같이 나눈다.  미국의 직급체계와 한국은 처음에는 같았지만 오늘날은 다르게 변했다.
- Full Professor(일반적으로 "Full"을 생략하기도 한다. 정교수)
- Associate Professor(부교수)
- Assistant Professor(조교수)
- Instructor(강사)

- Research Professor(연구 교수)
  - Research Professor(연구 정교수)
  - Research Associate Professor(연구 부교수)
  - Research Assistant Professor(연구 조교수)

- Clinical Professor(임상 교수)
  - Clinical Professor(임상 정교수)
  - Clinical Associate Professor(임상 부교수)
  - Clinical Assistant Professor(임상 조교수)

- Adjunct Professor(겸임 교수)
  - Adjunct Professor(겸임 정교수)
  - Adjunct Associate Professor(겸임 부교수)
  - Adjunct Assistant Professor(겸임 조교수)

- Visiting Professor(또는 Guest Professor, 객원 교수)
  - Visiting Professor(객원 정교수)
  - Visiting Associate Professor(객원 부교수)
  - Visiting Assistant Professor(객원 조교수)

- Endowed-Chair Professor(석좌 교수)
- Professor Emeritus(또는 Emeritus Professor, 또는 Honorary professor, 명예 교수)

## 호칭 문제
대한민국에서는 대학교에서 강의를 하는 모든 사람을 "교수"라고 부른다. 학생들의 입장에선 의례적으로 강의를 하는 사람의 직급이나 직책을 염두에 두지 않고 모두 "~ 교수님"이라고 호칭한다.

### 교수님과 선생님의 차이
‘표준국어대사전’에서는 ‘선생님’을 ‘학생을 가르치는 사람을 높여서 이르는 말’로, ‘교수’를 ‘대학에서, 전문 학술을 가르치고 연구하는 사람을 이르는 말’로 소개하고 있다. 또한 교수는 부교수, 조교수, 전임 강사 등 흔히 이들을 통틀어 이르는 말이라고 덧붙이고 있으므로, 이들을 향해서 “교수님”이라고 부름말로도 사용할 수 있을 듯하다. 다만 ‘교수’를 직업을 나타내는 어휘로 분류하여 호칭어가 아니라 지칭어로만 보는 견해도 있다.

## 같이 보기
- 도슨트